# コレカ
コレカ (イタリア語: Coreca イタリア語発音: [ˈkoreka:]  聞く) は、イタリア共和国カラブリア州コゼンツァ県アマンテーアに属する人口約700人の分離集落（フラツィオーネ）。